# Fosfináty

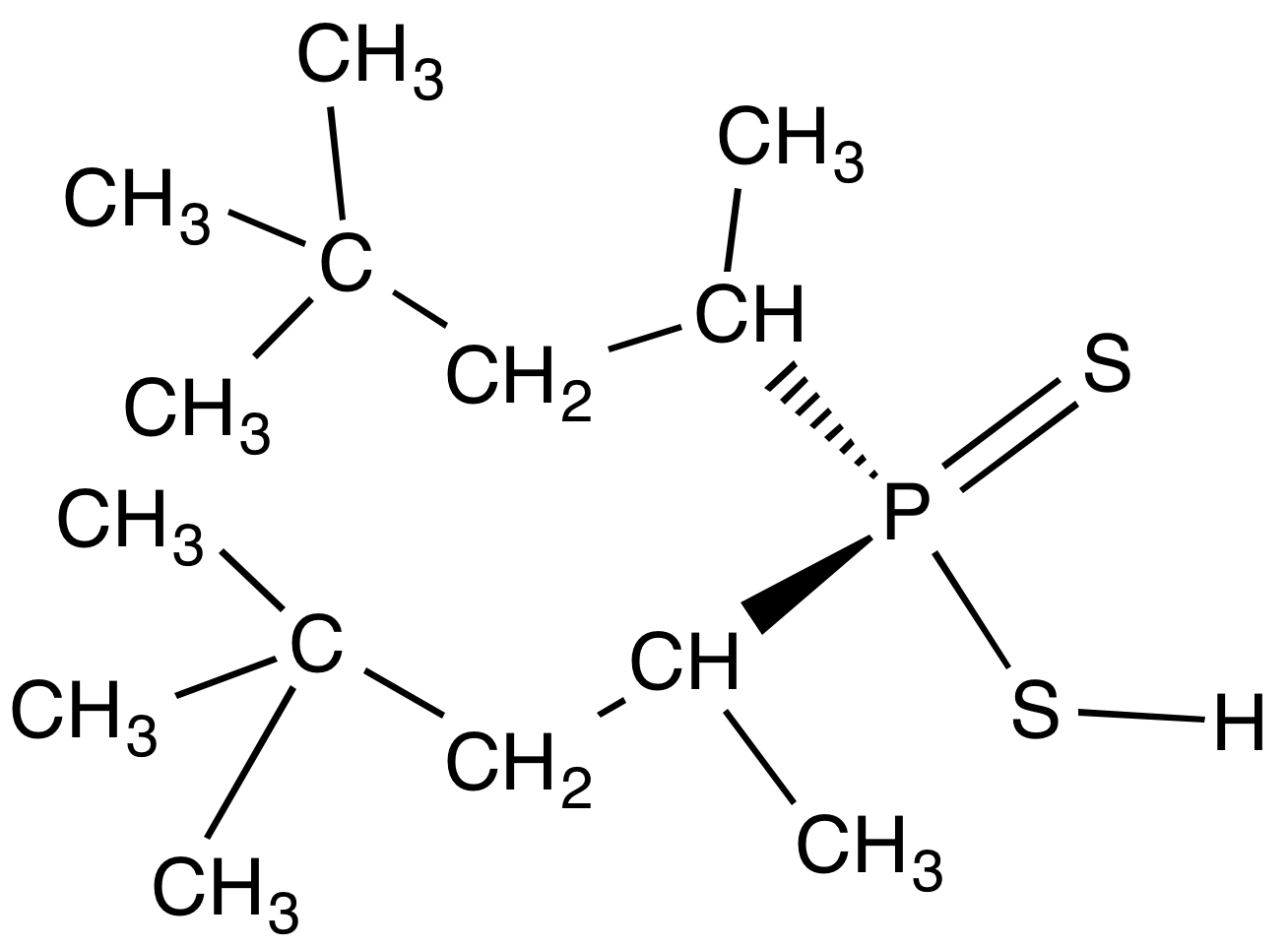
Strukturní vzorec dithiofosfinové kyseliny nazývané Cyanex 301

Fosfináty jsou organické sloučeniny fosforu s obecným vzorcem OP(OR)R2, nejjednodušším případem je kyselina methylfosfinová. Připravují se Michaelisovou–Arbuzovovou reakcí a lze je také získat oxidací fosfinitů (P(OR)R2).